# Belotecan
Belotecan là một loại thuốc được sử dụng trong hóa trị liệu. Nó là một chất tượng tự camptothecin bán tổng hợp được chỉ định cho Ung thư phổi tế bào nhỏ và Ung thư buồng trứng, được chấp thuận ở Hàn Quốc dưới tên thương mại Camtobell (R), được biểu hiện trong lọ 2 mg tiêm. Thuốc được bán trên thị trường bởi ChongKunDang Dược phẩm  kể từ năm 2003 
Belotecan ngăn chặn topoisomerase I với pIC 50 trên 6,56, ổn định phức hợp có thể phân tách của topoisomerase I-DNA, ức chế sự di chuyển của các chuỗi DNA đơn được tạo ra bởi topoisomerase I; Sự phá vỡ chuỗi DNA gây chết người xảy ra khi phức hợp I-DNA topoisomerase gặp phải bởi bộ máy sao chép DNA, sự sao chép DNA bị phá vỡ và tế bào khối u trải qua quá trình apoptosis. Topoisomerase I là một enzyme làm trung gian phá vỡ chuỗi đơn có thể đảo ngược trong DNA trong quá trình sao chép DNA.